# 2021年ハンガリーグランプリ
2021年ハンガリーグランプリ (2021 Hungarian Grand Prix) は、2021年のF1世界選手権第11戦として、2021年8月1日にハンガロリンクで開催された。
正式名称は「FORMULA 1 ROLEX MAGYAR NAGYDÍJ 2021」。

## 背景
レース前のチャンピオンシップ順位
ドライバーズタイトルは、マックス・フェルスタッペン（レッドブル）とルイス・ハミルトン（メルセデス）がイギリスGPの1周目に接触したことで、リタイアと優勝という明暗が分かれる結果となった。これによりフェルスタッペンのリードは8ポイントにまで減少している。コンストラクターズタイトルは、無得点だったレッドブルに対し優勝・3位という結果を残したメルセデスが4ポイント差までリードを縮めている。
タイヤ
本レースでピレリが持ち込むドライ用タイヤのコンパウンドはハード（白）：C2、ミディアム（黄）：C3、ソフト（赤）：C4の中間の組み合わせ。

## エントリーリスト
レギュラーシートについては前戦イギリスGPから変更なし。

## フリー走行
FP1
7月30日 11:30 CEST(UTC+2)
天候は晴れ。トップはマックス・フェルスタッペン。次いでバルテリ・ボッタス、ルイス・ハミルトンと続いた。時折、スピンを喫する場面はあったものの各車が順調にラップを重ねていた。しかし、残り20分を過ぎた頃に角田裕毅がターン4で姿勢を乱しコースアウト。リヤからバリアに接触、車両回収などのために赤旗が掲示された。
FP2
7月30日 15:00 CEST(UTC+2)
天候は晴れ。トップはボッタス、僅差でハミルトンと続きメルセデスの1-2となった。非常に暑い路面温度のなかで行われ、各車がタイヤのオーバーヒートに苦しんだ。FP1の終盤にクラッシュを喫した角田は、セッションの大半を修理に費やし周回は3周に留まった。
FP3
7月31日 12:30 CEST(UTC+2)
天候は晴れ。トップはハミルトン、僅差でフェルスタッペン、3番手にボッタスとなった。セッション終盤にはターン11でミック・シューマッハがクラッシュを喫しセッションは中断した。

## 予選
7月31日 15:00 CEST(UTC+2)

### 予選結果
| 順位                | No. | ドライバー                   | コンストラクター              | Q1       | Q2       | Q3       | Grid |
| ------------------- | --- | ---------------------------- | ----------------------------- | -------- | -------- | -------- | ---- |
| 1                   | 44  | ルイス・ハミルトン           | メルセデス                    | 1:16.424 | 1:16.553 | 1:15.419 | 1    |
| 2                   | 77  | バルテリ・ボッタス           | メルセデス                    | 1:16.569 | 1:16.702 | 1:15.734 | 2    |
| 3                   | 33  | マックス・フェルスタッペン   | レッドブル-ホンダ             | 1:16.214 | 1:15.650 | 1:15.840 | 3    |
| 4                   | 11  | セルジオ・ペレス             | レッドブル-ホンダ             | 1:17.233 | 1:16.443 | 1:16.421 | 4    |
| 5                   | 10  | ピエール・ガスリー           | アルファタウリ-ホンダ         | 1:16.874 | 1:16.394 | 1:16.483 | 5    |
| 6                   | 4   | ランド・ノリス               | マクラーレン-メルセデス       | 1:17.081 | 1:16.385 | 1:16.489 | 6    |
| 7                   | 16  | シャルル・ルクレール         | フェラーリ                    | 1:17.084 | 1:16.574 | 1:16.496 | 7    |
| 8                   | 31  | エステバン・オコン           | アルピーヌ-ルノー             | 1:17.367 | 1:16.766 | 1:16.653 | 8    |
| 9                   | 14  | フェルナンド・アロンソ       | アルピーヌ-ルノー             | 1:17.123 | 1:16.541 | 1:16.715 | 9    |
| 10                  | 5   | セバスチャン・ベッテル       | アストンマーティン-メルセデス | 1:17.105 | 1:16.794 | 1:16.750 | 10   |
| 11                  | 3   | ダニエル・リカルド           | マクラーレン-メルセデス       | 1:17.664 | 1:16.871 |          | 11   |
| 12                  | 18  | ランス・ストロール           | アストンマーティン-メルセデス | 1:17.038 | 1:16.893 |          | 12   |
| 13                  | 7   | キミ・ライコネン             | アルファロメオ-フェラーリ     | 1:17.553 | 1:17.564 |          | 13   |
| 14                  | 99  | アントニオ・ジョヴィナッツィ | アルファロメオ-フェラーリ     | 1:17.776 | 1:17.583 |          | 14   |
| 15                  | 55  | カルロス・サインツ           | フェラーリ                    | 1:16.649 | No Time  |          | 15   |
| 16                  | 22  | 角田裕毅                     | アルファタウリ-ホンダ         | 1:17.919 |          |          | 16   |
| 17                  | 63  | ジョージ・ラッセル           | ウィリアムズ-メルセデス       | 1:17.944 |          |          | 17   |
| 18                  | 6   | ニコラス・ラティフィ         | ウィリアムズ-メルセデス       | 1:18.036 |          |          | 18   |
| 19                  | 9   | ニキータ・マゼピン           | ハース-フェラーリ             | 1:18.922 |          |          | 19   |
| 107% time: 1:21.548 |     |                              |                               |          |          |          |      |
| —                   | 47  | ミック・シューマッハ         | ハース-フェラーリ             | No Time  |          |          | 201  |
| ソース:             |     |                              |                               |          |          |          |      |

追記
- ^1 – シューマッハはQ1で107%のタイムを記録できなかったが、スチュワードの協議により最後尾グリッドからの決勝出走が許可された。また予定外のギアボックスの交換を行ったため、5グリッドのペナルティ[10]。

## 決勝
8月1日 15:00 CEST(UTC+2)(文章の出典）
決勝開始前に降り出した雨によりウエット宣言が出され、全車インターミディエイトでのスタートとなった。1周目のターン1でバルテリ・ボッタスとランス・ストロールがそれぞれ他車に追突したことによる多重クラッシュが発生、セルジオ・ペレス、ランド・ノリス、シャルル・ルクレールを含めた5人が姿を消した。また、多数のデブリやリタイアした車両が発生したことから、レースは一時中断となる。その時点のトップ3はルイス・ハミルトン、ターン1での混乱をくぐり抜けたエステバン・オコン、セバスチャン・ベッテルという順で並んだ。
レース再開はスタンディングスタートとなったが、直前に天候が回復してきたこともあり、2位以下の全車がピットへと雪崩れ込んだ。これにより、シグナルに合わせてスタートを切ったのはトップのルイス・ハミルトンのみという珍しい光景となった。一方、ピットレーン上ではニキータ・マゼピンにキミ・ライコネンが接触し、マゼピンはリタイアを喫した。
トップ争いは、1周遅れてピットインをしたハミルトンが後方へ沈んだことから、オコンとベッテルによる一騎打ちとなった。しかし、オコンは一度もトップを譲ることはなく、終盤に追い上げてきたハミルトンからも逃げ切り、初優勝のチェッカーを受けた。また、チームもアルピーヌへ名称を変えてから初めて優勝を飾った。

### レース結果
| 順位    | No. | ドライバー                   | コンストラクター              | 周回数 | タイム/リタイア原因    | Grid | Pts. |
| ------- | --- | ---------------------------- | ----------------------------- | ------ | ---------------------- | ---- | ---- |
| 1       | 31  | エステバン・オコン           | アルピーヌ-ルノー             | 70     | 2:04:43.199            | 8    | 25   |
| 2       | 44  | ルイス・ハミルトン           | メルセデス                    | 70     | +2.736                 | 1    | 18   |
| 3       | 55  | カルロス・サインツ           | フェラーリ                    | 70     | +15.018                | 15   | 15   |
| 4       | 14  | フェルナンド・アロンソ       | アルピーヌ-ルノー             | 70     | +15.651                | 9    | 12   |
| 5       | 10  | ピエール・ガスリー           | アルファタウリ-ホンダ         | 70     | +63.614                | 5    | 11FL |
| 6       | 22  | 角田裕毅                     | アルファタウリ-ホンダ         | 70     | +75.803                | 16   | 8    |
| 7       | 6   | ニコラス・ラティフィ         | ウィリアムズ-メルセデス       | 70     | +77.910                | 18   | 6    |
| 8       | 63  | ジョージ・ラッセル           | ウィリアムズ-メルセデス       | 70     | +79.094                | 17   | 4    |
| 9       | 33  | マックス・フェルスタッペン   | レッドブル-ホンダ             | 70     | +80.244                | 3    | 2    |
| 10      | 7   | キミ・ライコネン             | アルファロメオ-フェラーリ     | 69     | +1 Lap                 | 13   | 1    |
| 11      | 3   | ダニエル・リカルド           | マクラーレン-メルセデス       | 69     | +1 Lap                 | 11   |      |
| 12      | 47  | ミック・シューマッハ         | ハース-フェラーリ             | 69     | +1 Lap                 | 20   |      |
| 13      | 99  | アントニオ・ジョヴィナッツィ | アルファロメオ-フェラーリ     | 69     | +1 Lap                 | 14   |      |
| Ret     | 9   | ニキータ・マゼピン           | ハース-フェラーリ             | 3      | アクシデント・ダメージ | 19   |      |
| Ret     | 4   | ランド・ノリス               | マクラーレン-メルセデス       | 2      | アクシデント・ダメージ | 6    |      |
| Ret     | 77  | バルテリ・ボッタス           | メルセデス                    | 0      | アクシデント           | 2    |      |
| Ret     | 11  | セルジオ・ペレス             | レッドブル-ホンダ             | 0      | アクシデント           | 4    |      |
| Ret     | 16  | シャルル・ルクレール         | フェラーリ                    | 0      | アクシデント           | 7    |      |
| Ret     | 18  | ランス・ストロール           | アストンマーティン-メルセデス | 0      | アクシデント           | 12   |      |
| DSQ     | 5   | セバスチャン・ベッテル1      | アストンマーティン-メルセデス | 70     | 燃料サンプル違反       | 10   |      |
| ソース: |     |                              |                               |        |                        |      |      |

#### 追記
- ^FL - ファステストラップの1点を含む
- ^1 - ベッテルはレース後に燃料サンプルを採取できなかったことにより失格[15]。

#### 達成された主な記録
- 初優勝：エステバン・オコン
- 初入賞：ニコラス・ラティフィ

## 第11戦終了時点のランキング
|         | 順位 | ドライバー                 | ポイント |
| ------- | ---- | -------------------------- | -------- |
| 1       | 1    | ルイス・ハミルトン         | 195      |
| 1       | 2    | マックス・フェルスタッペン | 187      |
|         | 3    | ランド・ノリス             | 113      |
|         | 4    | バルテリ・ボッタス         | 108      |
|         | 5    | セルジオ・ペレス           | 104      |
| ソース: |      |                            |          |

|         | 順位 | コンストラクター        | ポイント |
| ------- | ---- | ----------------------- | -------- |
| 1       | 1    | メルセデス              | 303      |
| 1       | 2    | レッドブル-ホンダ       | 291      |
| 1       | 3    | フェラーリ              | 163      |
| 1       | 4    | マクラーレン-メルセデス | 163      |
| 2       | 5    | アルピーヌ              | 77       |
| ソース: |      |                         |          |

|         | 順位 | ドライバー                 | 獲得数                                                                |
| ------- | ---- | -------------------------- | --------------------------------------------------------------------- |
|         | 1    | マックス・フェルスタッペン | スペインの旗 · アゼルバイジャンの旗 · フランスの旗 · オーストリアの旗 |
|         | 2    | ルイス・ハミルトン         | エミリア＝ロマーニャ州の旗 · モナコの旗 · シュタイアーマルク州の旗    |
|         | 3    | バルテリ・ボッタス         | バーレーンの旗 · ポルトガルの旗                                       |
|         | 4    | セルジオ・ペレス           | イギリスの旗                                                          |
|         | 5    | ピエール・ガスリー         | ハンガリーの旗                                                        |
| ソース: |      |                            |                                                                       |

- 注：いずれもトップ5まで掲載。